# Ingemar Lönninge
Anders Ingemar Lönninge, född 31 augusti 1919 i  Regna församling, Östergötlands län, död 4 juni 1998, var en svensk trädgårdsmästare och företagsledare.
Lönninge, som var son till trädgårdsmästare Wilhelm Karlsson och Ebba Andersson, avlade realexamen i Lund 1937 och utexaminerades från Alnarps trädgårdsinstitut 1943. Han blev trädgårdsmästare på det Reso-ägda Örenäs slott 1943, ombudsman vid Reso i Stockholm 1945, intendent 1950, var direktör och chef för Reso resebyrå i Malmö från 1955, chef för de nybyggda hotellen Arkaden från 1957 och S:t Jörgen från 1964. Han lämnade dessa befattningar 1972, då han blev Reso-representant i Danmark och Tyskland. Han var styrelseledamot i Skånes turisttrafikförbund och ledamot dess arbetsutskott sedan 1963, i Malmö turisttrafikförening sedan 1960.